# 1968年のMLBドラフト
1968年のMLBドラフト（1968 First-Year Player Draft）とは、1968年6月に行われたMLBのアマチュアドラフトである。

## 1巡目指名
|  | = オールスターゲーム選出 |

| 順位 | 選手                   | チーム                         | 守備位置 | 学校                       |
| ---- | ---------------------- | ------------------------------ | -------- | -------------------------- |
| 1    | ティム・フォーリ       | ニューヨーク・メッツ           | 遊撃手   | ノートルダム高校           |
| 2    | ピート・ブロバーグ*    | オークランド・アスレチックス   | 投手     | パームビーチ高校           |
| 3    | マーティ・コット       | ヒューストン・アストロズ       | 捕手     | ハチンソン・テクニカル高校 |
| 4    | サーマン・マンソン     | ニューヨーク・ヤンキース       | 捕手     | ケント州立大学             |
| 5    | ボビー・バレンタイン   | ロサンゼルス・ドジャース       | 外野手   | リッポワン高校             |
| 6    | ロバート・ウィーバー   | クリーブランド・インディアンス | 遊撃手   | パクソン高校               |
| 7    | カーティス・ムーア     | アトランタ・ブレーブス         | 外野手   | デニソン高校               |
| 8    | ドン・キャッスル       | ワシントン・セネタース         | 投手     | コールドウォーター高校     |
| 9    | ディック・シャロン     | ピッツバーグ・パイレーツ       | 外野手   | セコイア高校               |
| 10   | ジュニア・ケネディ     | ボルチモア・オリオールズ       | 遊撃手   | アービン高校               |
| 11   | グレッグ・ルジンスキー | フィラデルフィア・フィリーズ   | 一塁手   | ノートルダム高校           |
| 12   | ロイド・アレン         | カリフォルニア・エンゼルス     | 投手     | セルマ高校                 |
| 13   | ティム・グラント       | シンシナティ・レッズ           | 投手     | リバービュー高校           |
| 14   | リッチ・マッキニー     | シカゴ・ホワイトソックス       | 遊撃手   | オハイオ大学               |
| 15   | ラルフ・リッキー       | シカゴ・カブス                 | 外野手   | オクラホマ大学             |
| 16   | アレックス・ローウェル | ミネソタ・ツインズ             | 外野手   | ルーサー大学               |
| 17   | ゲイリー・マシューズ   | サンフランシスコ・ジャイアンツ | 外野手   | サン・フェルナンド高校     |
| 18   | ロバート・ロビンソン   | デトロイト・タイガース         | 外野手   | トーマス・デール高校       |
| 19   | ジェームズ・ヘアストン | セントルイス・カージナルス     | 外野手   | ロス高校                   |
| 20   | トム・マッガード       | ボストン・レッドソックス       | 外野手   | グレン高校                 |

*未契約